# Johnny Spillane
Johnny Spillane (n. 24 noiembrie 1980, Steamboat Springs⁠(d), Colorado, SUA) este un săritor cu schiurile ce a reprezentat Statele Unite ale Americii, medaliat olimpic. A participat la 3 ediții ale Jocurilor Olimpice (2002, 2006, 2010) în care a câștigat 3 medalii de argint.